# Savannah (Ohio)
Savannah es una villa ubicada en el condado de Ashland en el estado estadounidense de Ohio. En el Censo de 2010 tenía una población de 413 habitantes y una densidad poblacional de 274,46 personas por km².

## Geografía
Savannah se encuentra ubicada en las coordenadas 40°58′4″N 82°22′2″O / 40.96778, -82.36722. Según la Oficina del Censo de los Estados Unidos, Savannah tiene una superficie total de 1.5 km², de la cual 1.48 km² corresponden a tierra firme y (1.55%) 0.02 km² es agua.

## Demografía
Según el censo de 2010, había 413 personas residiendo en Savannah. La densidad de población era de 274,46 hab./km². De los 413 habitantes, Savannah estaba compuesto por el 97.34% blancos, el 1.21% eran afroamericanos, el 0.97% eran amerindios, el 0% eran asiáticos, el 0% eran isleños del Pacífico, el 0% eran de otras razas y el 0.48% pertenecían a dos o más razas. Del total de la población el 1.69% eran hispanos o latinos de cualquier raza.